# الدوري التشيكي لهوكي الجليد

الدوري التشيكي لهوكي الجليد هو دوري هوكي الجليد في جمهورية التشيك،تأسس الدوري في 1993 وبعتبر رابع أقوى دوري في أوروبا  والخامس عالمياً.